# Luizinho da Silva
Luizinho da Silva (ur. 8 lipca 1995 w Bissau) – gwinejski piłkarz występujący na pozycji środkowego napastnika w bułgarskim klubie Beroe Stara Zagora.